# Albert Woolson
Albert Woolson (Antwerp, 11 febbraio 1847 – Duluth, 2 agosto 1956) è stato un militare statunitense, ultimo veterano unionista della Guerra civile americana, vissuto fino all'età di 109 anni e 173 giorni.

## Biografia
Woolson nacque ad Antwerp nello Stato di New York nel 1847, suo padre Willard nel 1861 entrò nell'Esercito dell'Unione, venne ferito gravemente nella Battaglia di Shiloh in Tennessee nel 1862 e venne trasferito nell'ospedale di Windom dove morì per le ferite riportate. Albert e sua madre si spostarono a Windom, poi entrò a far parte della banda musicale come batterista della Compagnia C, 1º reggimento di artiglieria pesante il 10 ottobre 1864 che aveva sede a Saint Paul.
Non fu mai coinvolto in operazioni di guerra, venne esonerato il 7 settembre 1865 e quindi ritornò in Minnesota dove si ritirò per il resto della sua vita lavorando come falegname. Negli ultimi anni della sua vita visse al 215 East Fifth Street di Duluth e fu anche un membro attivo del Grand Army of the Republic, l'associazione di reduci unionisti della Guerra civile americana.
Morì al St. Luke's Hospital di Duluth il 2 agosto 1956 per ricorrenti edemi polmonari acuti a 109 anni d'età. Dopo la sua morte l'associazione di reduci unionisti della Guerra civile americana venne sciolta.
In seguito alla sua morte il presidente degli Stati Uniti, Dwight D. Eisenhower disse:
(Dwight D. Eisenhower, 3 agosto 1956)
Il 6 agosto si svolse il funerale con tutti gli onori militari a Duluth alla presenza di 1.500 persone e Woolson venne sepolto al Park Hill Cemetery durante una calda giornata d'agosto con la marcia funebre che suonò The Battle Hymn of the Republic, la Marche funèbre di Fryderyk Chopin, il Requiem e Onward, Christian Soldiers.
Il 20 agosto dello stesso anno Life dedicò sette pagine a Woolson e a 3 soldati confederati che allora erano viventi.
Il Manuale Legislativo del Minnesota del 2011-2012 è stato dedicato a lui.